# Schloss Heutingsheim

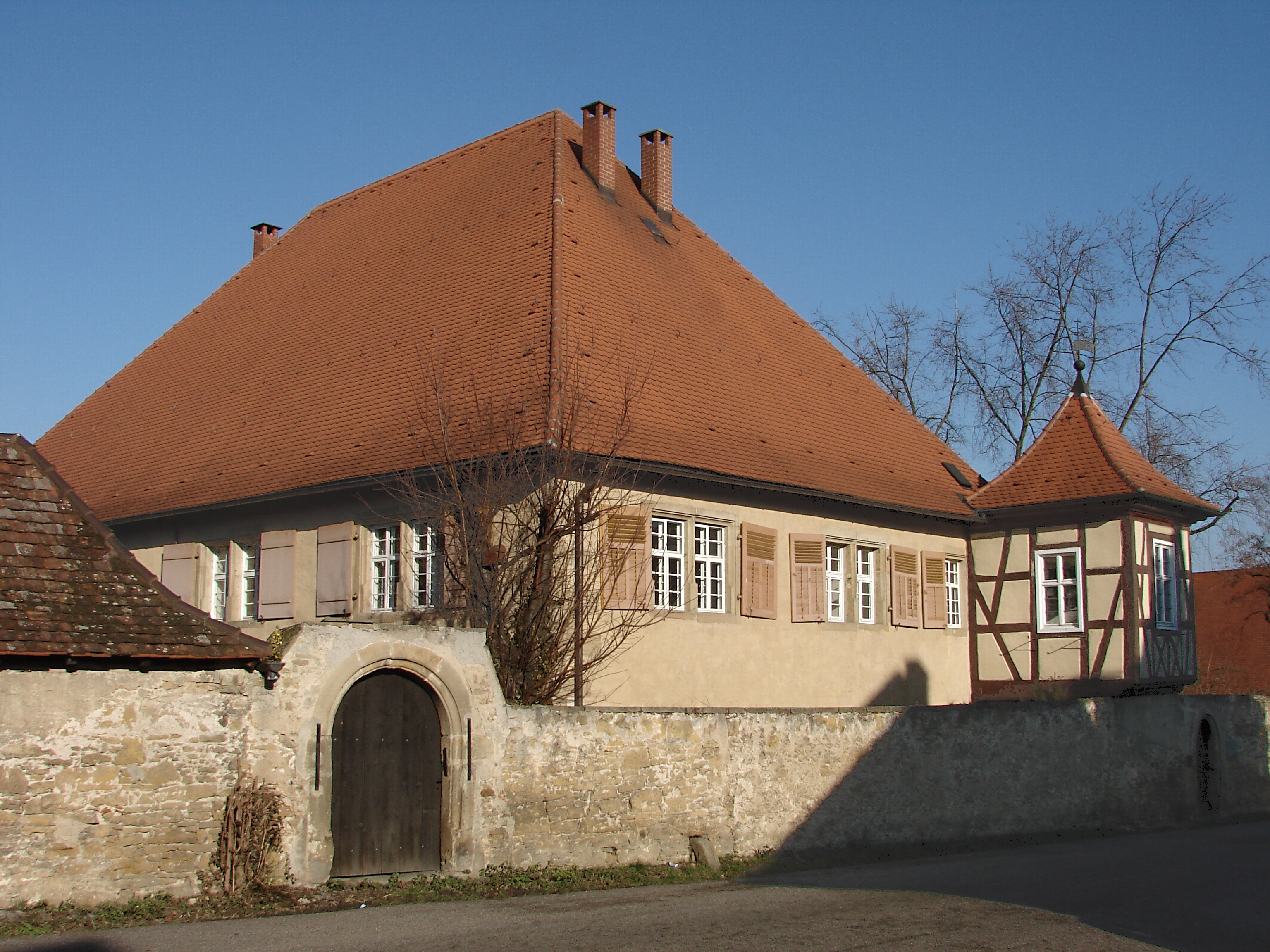
Schloss Heutingsheim (Rückansicht)

Schloss Heutingsheim ist ein Schloss in Freiberg am Neckar im Landkreis Ludwigsburg in Baden-Württemberg.

## Geschichte
Als Vorgängerbau des heutigen Schlosses ist der sogenannte Blauhof überliefert, der erstmals 1305 genannt wird. Albrecht Kastner von Heutingsheim verpfändete demnach die Vogtei (Blauhof) für 10 Pfennig an das Kloster Bebenhausen. Nachdem Heutingsheim Mitte des 14. Jahrhunderts in württembergischen Besitz gelangte, wurde es 1372 den Herren von Stammheim als Lehen überlassen. Im Jahre 1588 erbten die Schertlin von Burtenbach die Besitztümer in Heutingsheim. 1695 wurden die Besitztümer von Levin von Kniestedt gekauft, der im selben Jahr von Endriß Heß aus Weil im Schönbuch die Stallungen bauen ließ, welche den Hofraum heute noch einrahmen. 1696 ersetzte das heutige Schloss mit Walmdach und halbrunder Freitreppe den Blauhof. Anfang des 18. Jahrhunderts wurden zudem diverse Nebengebäude errichtet wie die 1700 umgebaute und 1770 erweiterte Kelter, das Fachwerk-Ecktürmchen von 1710, die Heuscheune von 1711 und das Rentamt gegenüber dem Schloss von 1712. 1853 erbte die Familie von Bruselle den Besitz der Kniestedts. 1914 sind die Grafen Adelmann von Adelmannsfelden Besitzer des Herrenhauses. 1999 erhielt das Gebäude nach umfassender Sanierung durch die Eigentümer den Denkmalschutzpreis des Schwäbischen Heimatbundes verliehen. Heute befindet sich in den Wirtschaftsgebäuden ein Pferdehof, im Schloss selbst sind Büroräume untergebracht.